# Vertrag zugunsten Dritter
Ein schuldrechtlicher Vertrag, der im Rahmen seiner inter partes-Wirkung grundsätzlich nur die Vertragsparteien bindet, kann mittels entsprechender Abrede ausnahmsweise zu einem Vertrag zugunsten Dritter (VzD) ausgestaltet werden. Der Vertragstyp zeichnet sich dadurch aus, dass der Schuldner die geschuldete Leistung gegenüber einem Dritten und nicht gegenüber seinem Vertragspartner (Gläubiger) zu erbringen hat.
Der Vertrag zugunsten Dritter ist in § 328 BGB geregelt. Er ist nicht selbst Anspruchsgrundlage, diese ergibt sich aus dem der Vertragsabrede zugrundeliegenden Forderungsrecht.

## Historie
Die Rechtsidee des echten Vertrages zugunsten Dritter kam als Variante der Drittbeteiligung an Schuldverhältnissen bereits im antiken römischen Recht auf. Als ein historischer Anknüpfungspunkt wird das fideicommissum a debitore relictum gesehen. Noch war die vertragliche Wirksamkeit daran gebunden, dass der Vertragspartner ein eigenes Interesse daran kundtat, dass die Leistungen an einen Dritten bewirkt werden.
Die Voraussetzungen änderten sich im rezipierten Recht während der Aufklärung. Die beachtliche Interessenslage war nicht mehr die des Vertragspartners, sondern die des Dritten, für den gefordert wurde, dass er das abgegebene Versprechen ausdrücklich annimmt. Die Naturrechtslehre hatte das Vertragsgebilde aus dem Institut der Stellvertretung abgeleitet und begrifflich danach getrennt weiterentwickelt. Der preußische Gesetzgeber reagierte auf die gesellschaftliche Anerkennung des Rechtsinstituts wohlwollend und kodifizierte es mit § 74 f. I 5 ALR. Die Österreicher hingegen verboten die Rechtsfigur (§ 881 a.F. ABGB) anfänglich noch. In Frankreich war die Drittbegünstigung berücksichtigungsfähig, aber sie war vertraglich bloße Bedingung beziehungsweise Auflage (Art. 1121, 1165 CC).   
Die Pandektenwissenschaft widersetzte sich dem Vertragstyp zunächst ebenfalls, gab seinen Widerstand allerdings auf, nachdem mit dem Einzug des Prinzips der Lebensversicherung ein elementares praktisches Bedürfnis befriedigt werden konnte. Uneingeschränkten Niederschlag fand der Vertrag zugunsten Dritter sodann im schweizerischen Obligationenrecht und im deutschen BGB.

## Deutscher Rechtskreis

### Echter Vertrag zugunsten Dritter
§ 328 Absatz 1 BGB sieht vor, dass durch Vertrag eine Leistung an einen begünstigten Dritten mit der Wirkung bedungen werden kann, dass der Dritte unmittelbar das Recht erwirbt, die Leistung zu fordern. Die Norm regelt insoweit den sogenannten „echten Vertrag zugunsten Dritter“. Dieser besteht grundsätzlich aus drei Rechtsverhältnissen: im Vollzugsverhältnis zwischen dem Schuldner (Versprechender) und dem Dritten, im Deckungsverhältnis zwischen dem Schuldner und dem Gläubiger (Versprechensempfänger) und im Valutaverhältnis dem zwischen dem Gläubiger und dem Dritten. Dem echten Vertrag zugunsten Dritter ist wesenseigen, dass der Dritte ein eigenes Forderungsrecht erhält.
Ob der Dritte tatsächlich ein eigenes Forderungsrecht erwerben soll, ist gemäß § 328 Abs. 2 BGB eine Frage des Parteiwillens, der im Zweifel durch Auslegung (§ 133, § 157 BGB) zu ermitteln ist. Für ein eigenes Forderungsrecht des Dritten spricht, dass der Vertrag ganz oder überwiegend im Interesse des Dritten geschlossen wurde. Spezielle Auslegungsregeln sind in § 329 und § 330 BGB für die Erfüllungsübernahme sowie den Leibrentenvertrag enthalten, sowie in § 331, § 332 BGB.
Der forderungsberechtigte Dritte erwirbt den Leistungsanspruch. Er kann sich bei Leistungsstörungen auf mögliche Schadensersatzansprüche berufen. Streitig ist dabei, ob er auch einen Schadensersatzanspruch statt der Leistung (§ 281 BGB) erwerben kann oder nicht. Vertragliche Gestaltungsrechte wie eigenes Rücktrittsrecht erwirbt er nicht. Allerdings hat beim Wegfall der Geschäftsgrundlage ein Recht, Anpassung des Vertrages zu verlangen. Der Gläubiger (Versprechensempfänger) erwirbt in der Regel einen Anspruch zur Leistung an den Dritten (§ 335 BGB).

### Unechter Vertrag zugunsten Dritter
Es gibt aber auch Verträge zugunsten Dritter, bei denen der Dritte kein eigenes Forderungsrecht erwirbt. Der Schuldner wird lediglich ermächtigt, mit befreiender Wirkung an den Dritten zu leisten. Das Recht, die Leistung zu verlangen, steht dabei nicht dem Dritten, sondern allein dem Gläubiger zu. Dieser Vertrag wird auch als unechter Vertrag zugunsten Dritter bezeichnet.

### Vertrag mit Schutzwirkung zugunsten Dritter
Einen Sonderfall stellt der Vertrag mit Schutzwirkung zugunsten Dritter dar. Im Rahmen dieses Vertrages hat der Dritte keinen eigenen Anspruch gegen den Promittenten, sondern ist lediglich von der (Schutz-)Wirkung des Vertrages erfasst. Typisches Beispiel ist der Mietvertrag, bei dem z. B. die Kinder an den Rechten aus dem Mietvertrag der Eltern (oder eines Elternteils) mit dem Vermieter teilhaben. Die gesetzliche Grundlage für diesen Vertrag ist strittig. Die überwiegende Meinung sieht ihn als Unterfall des § 328 BGB.

### Verfügung zugunsten Dritter
Eine Verfügung zugunsten eines Dritten, dass mithin ein Dritter unmittelbar ein Recht erwirbt, ist nach herrschender Meinung unzulässig. Diese Rechtsfolge ergibt sich aus § 333 BGB. Die Gefahr von Danaergeschenken wäre sonst zu groß. Eine zulässige Verfügung zugunsten Dritter ist im BGB in § 423 BGB für den Erlass geregelt, der für die Begünstigten keinen Nachteil haben kann.
Unberührt hiervon bleiben Bezugsrechte aus Versicherungsverträgen, insbesondere Lebensversicherungen, die im Falle des Todes des Versicherungsnehmers Wirkung entfalten sollen.

### Vertrag zu Lasten Dritter
Ein Vertrag zu Lasten Dritter, bei dem jemand verpflichtet wird, der nicht am Rechtsgeschäft beteiligt war, ist unzulässig und unwirksam.